# Natation synchronisée aux Jeux européens de 2015
 (décembre 2023).
Si vous disposez d'ouvrages ou d'articles de référence ou si vous connaissez des sites web de qualité traitant du thème abordé ici, merci de compléter l'article en donnant les références utiles à sa vérifiabilité et en les liant à la section « Notes et références ».
Navigation
Édition suivante
La natation synchronisée aux Jeux européens de 2015 a lieu à l'Aquatics Centre, à Bakou, en Azerbaïdjan, du 12 au 16 juin 2015. Quatre épreuves sont au programme.

## Programme
Quatre épreuves sont au programme de ces Jeux, les épreuves olympiques (duo et par équipes) et deux épreuves non olympiques : le solo et le libre.
| CO | Cérémonie d'ouverture | T | Entrainements | ● | Compétitions | 1 | Finales | CC | Cérémonie de clôture |

| Juin                  | Juin                  | 12 | 13 | 14 | 15 | 16 | 17 | 18 | 19 | 20 | 21 | 22 | 23 | 24 | 25 | 26 | 27 | 28 | Épreuves |
| --------------------- | --------------------- | -- | -- | -- | -- | -- | -- | -- | -- | -- | -- | -- | -- | -- | -- | -- | -- | -- | -------- |
| Natation synchronisée | Natation synchronisée | ●  | ●  | ●  | 2  | 2  |    |    |    |    |    |    |    |    |    |    |    |    | 4        |

## Médaillées
| Épreuve           | Or | Argent | Bronze |
| ----------------- | --- | --- | --- |
| Solo              | Anisiya Neborako (RUS) 170.9924 | Berta Ferreras Sanz (ESP) 162.9758 | Anna-Maria Alexandri (AUT) 162.4333 |
| Duo               | Valeriya Filenkova Daria Kulagina (RUS) 169.0568 | Anna-Maria Alexandri Eirini-Marina Alexandri (AUT) 162.8395 | Yana Nariezhna Yelyzaveta Yakhno (UKR) 161.6500 |
| Par équipes       | Russie- Valeria Filenkova - Mayya Gurbanberdieva - Veronika Kalinina - Daria Kulagina - Anna Larkina - Anisiya Neborako - Mariia Nemchinova - Maria Salmina - Anastasia Arkhipovskaia - Elizaveta Ovchinnikova 169.0992 | Espagne- Julia Echeberria Esquivel - Berta Ferreras Sanz - Helena Jauma Lluch - Carmen Juarez Campos - Emilia Luboslavova Boneva - Raquel Estefania - Itziar Sanchez - Irene Toledano Carmelo - Sara Saldana Lopez - Lidia Vigara Rodrigo 162.0406 | Ukraine- Valeriia Aprieleva - Valeriya Berezhna - Veronika Gryshko - Yana Nariezhna - Alina Shynkarenko - Kateryna Tkachova - Yelyzaveta Yakhno - Anna Yesipova 159.0860 |
| Combinaison libre | Russie- Valeria Filenkova - Mayya Gurbanberdieva - Veronika Kalinina - Daria Kulagina - Anna Larkina - Anisiya Neborako - Mariia Nemchinova - Maria Salmina - Anastasia Arkhipovskaia - Elizaveta Ovchinnikova 90.2333  | Espagne- Julia Echeberria Esquivel - Berta Ferreras Sanz - Helena Jauma Lluch - Carmen Juarez Campos - Emilia Luboslavova Boneva - Raquel Estefania - Itziar Sanchez - Irene Toledano Carmelo - Sara Saldana Lopez - Lidia Vigara Rodrigo 87.7333  | Ukraine- Valeriia Aprieleva - Valeriya Berezhna - Veronika Gryshko - Yana Nariezhna - Alina Shynkarenko - Kateryna Tkachova - Yelyzaveta Yakhno - Anna Yesipova 86.8667  |

## Tableau des médailles
| Rang  | Nation   | Or | Argent | Bronze | Total |
| ----- | -------- | -- | ------ | ------ | ----- |
| 1     | Russie   | 4  |        |        | 4     |
| 2     | Espagne  |    | 3      |        | 3     |
| 3     | Autriche |    | 1      | 1      | 2     |
| 4     | Ukraine  |    |        | 3      | 3     |
| Total | Total    | 4  | 4      | 4      | 12    |